# P. C. Cast
Phyllis Christine Cast (Watseka, Illinois, 30 de abril de 1960) conhecida pela abreviação P. C. Cast, é uma escritora americana de romance de cavalaria/Fantasia, conhecida pela série de livros House of Night que ela escreve com sua filha Kristin Cast, assim como suas obras próprias, as séries de livros Goddess Summoning e Partholon.

## Biografia
P. C. Cast quando menina se apaixonou pela mitologia. Após o ensino médio, ela se juntou à Força Aérea dos EUA, lecionou inglês na South Intermediate High School em Broken Arrow (Oklahoma) desde 1993, depois de por 15 anos se aposentou para escrever em tempo integral. Ela vive em Oklahoma, onde é membro do Hall da Fama dos Escritores de Oklahoma. Ela divide seu tempo entre sua fazenda e os livros.

## Livros publicados

### SérieGoddess Summoning(BR: Goddess)
- Goddess of the Sea, 2003 (BR: Deusa do Mar)
- Goddess of Spring, 2004 (BR: Deusa da Primavera)
- Goddess of Light, 2005 (Tradução Livre: Deusa da Luz)
- Goddess of the Rose, 2006 (BR: Deusa da Rosa)
- Goddess of Love, 2007 (BR: Deusa do Amor)
- Warrior Rising, 2008 (BR: Deusa de Troia)
- Goddess of Legend, 2010 (BR: Deusa da Lenda)

### SériePartholon
1. Divine by Mistake, 2006 (Tradução Livre: Divino pelo Erro)
  - Elphame's Choice, 2004 (BR: A Escolha de Elphame)
  - Brighid's Quest, 2005 (BR: A Busca de Brighid)
2. Divine by Choice, 2006 (Tradução Livre: Divino pela Escolha)
3. Divine by Blood, 2007 (Tradução Livre: Divino Pelo Sangue)
4. Divine Beginnings, 2009 (Tradução Livre: Divina Volta - Apenas em e-book)

### SérieHouse of NightCasa da Noite (12 Livros)
P. C. Cast publicou os livros com a parceria da filha, Kristin Cast.
1. Marked, 2001 (BR, PT: Marcada)
2. Betrayed, 2007  (BR, PT: Traída)
3. Chosen, 2008 (BR, PT: Escolhida)
4. Untamed, 2008 (BR: Indomada, PT: Indomável``)
5. Hunted, 2009 (BR: Caçada, PT: Perseguida)
6. Tempted, 2009 (BR: Tentada, PT: Seduzida)
7. Burned, 2010 (BR: Queimada, PT: Queimada)
8. Awakened, 2011 (BR, PT: Despertada)
  - Dragon's Oath, 2011 (BR: Juramento de Dragon) (novela)
9. Destined, 2011  (BR, PT: Destinada)
  - Lenobia's Vow, 2012 (BR: O Voto de Lenobia) (novela)
10. Hidden, 2012 (BR, PT: Escondida)
  - Neferet's Curse, 2013 (BR: Maldição de Neferet) (novela)
11. Revealed, 2013 (BR, PT: Revelada)
  - Kalona's Fall, 2014 (BR: A Queda de Kalona) (novela)
12. Redeemed, 2014 (BR, PT: Redimida)

#### Livros relacionados
- The Fledgling Handbook 101 , 2010 (BR: Manual do Novato 101, PT: Manual do Iniciado: 101)
- NYX in the House of Night, 2011 (BR: NYX Na Morada da Noite)
- House of Night: Legacy, 2021

### SérieTime Raiders(Tradução Livre: Invasores do Tempo)
- The Avenger, 2009 (Tradução Livre: O Vingador)

### Tales of a New World
1. Moon Chosen, 2016
2. Sun Warrior, 2017
3. Wind Rider,  2018

### Dysasters
1. The Dysasters, 2019
2. The Rage of Storms, (a publicar)

#### Dysasters: Graphic Novel
1. The Dysasters: A Graphic Novel, 2020

### Sisters of Salem
1. Spells Trouble, 2021
2. Omens Bite, 2022

### Edições
- Immortal - Love Stories with Bite, 2009 (BR: Imortal - Histórias de Amor Eterno)
- Eternal- More Love Stoires with Bite, 2010 (Tradução Livre: Eterna - Mais Histórias de Amor Eterno)